# Café Brandon

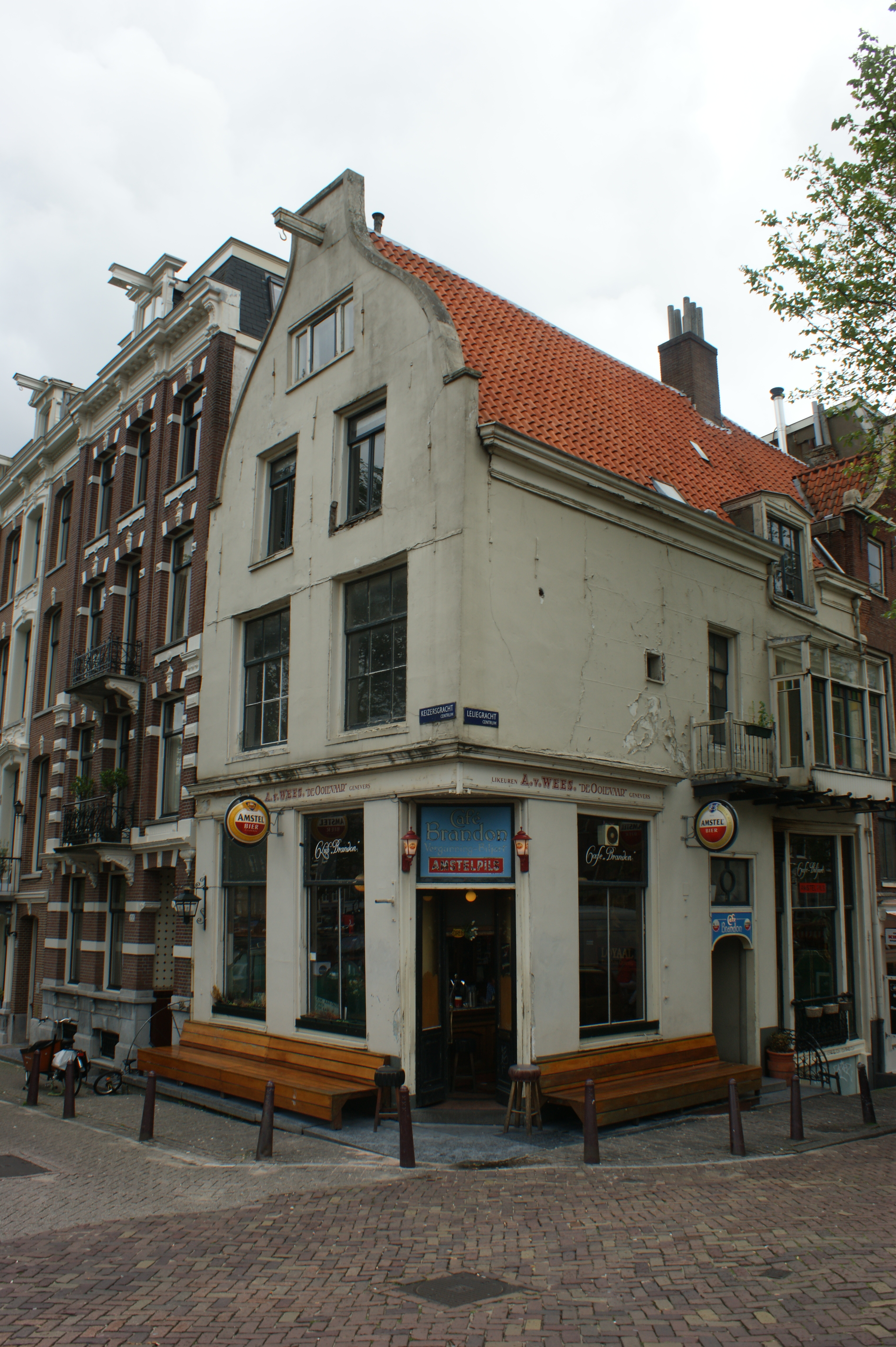
Café Brandon

Café Brandon is een café in Amsterdam gelegen aan de Keizersgracht 157, op de hoek van de Leliegracht, in de westelijke grachtengordel aan de rand van de Jordaan.
Met als openingsjaar 1626 is het een van de oudste, nog bestaande, cafés van Amsterdam.